# Tevkel Khan
Tevkel Khan o Teukel Khan fou kan dels kazakhs, fill de Xigai Khan al que va succeir quan va morir probablement el 1582. Va governar fins a la seva mort el 1598.
Ja és esmentat en vida del seu pare Xigai Khan. El 1581 el kan uzbek Abd Allah II de Bukharà i Samarcanda (1557-1598) que estava en lluita amb Baba Sultan, es va trobar a Kara Tau, prop del Sirdarià, amb Xigai Khan, el seu fill Tevkel i altres caps kazakhs; l'entrevista fou cordial i Shigai va rebre el nomenament com a governador de Khodjend (Khujand) on va deixar a Shigai quan va marxar, però es va emportar a Tevkel. Aquest es va fer notar a un concurs de tir als jardins del kan; després va ser encarregat de governar algunes terres a Ak Kurgan. Quan Abd Allah II de Samarcanda i Bukharà va tornar de la seva expedició al Ulugh Dagh contra Baba Sultan de Taixkent, va saber que Sultan Tagir, el germà de Baba, estava de camí pel pas de Sungluk; el va perseguir i el va capturar i matar, i va dur el seu cap a Abd Al·lah, que va quedar satisfet.
Poc després va decidir capturar a Baba que s'havia refugiat amb els nogais amb els quals no fou lleial i va haver de fugir, anant primer a Tura, Sibèria, i després va retornar a la ciutat de Turkestan en l'esperança d'obtenir el suport local, que era el seu propi poble; pel camí es va aturar a Sighnak i va enviar per davant a dos calmucs que li havien estat fidels, per preparar el camí a la ciutat; els dos calmucs foren fets presoners per gent de Tevkel, i van acabar servint a aquest de guies cap al campament de Baba; atacat per sorpresa Baba va morir a la lluita; el seu fill Latif fou fet presoner, així com el cap dels amirs Jan Muhammad Atalik i altres; llavors es va presentar a Abd Allah amb el cap de Baba Sultan, i els presoners Jan Muhammad Atalik, Latif Sultan (fill de Baba) i altres caps rebels; i altre cop fou recompensat generosament i va rebre el govern d'Aferinkend, la millor fortalesa de Samarcanda, que el mateix pare d'Abd Allah havia governat.
Una referència a Seify esmenta que Tevkel va atacar als calmucs (en data no citada) i el cap d'aquestos va ordenar a un dels seus oficials marxar contra els atacants i no tornar sense la persona de Tevkel o el seu cap. Quan Tevkel va veure l'exèrcit enemic, molt més poderós, va fugir cap a Taixkent sent perseguit; els calmucs van matar a la meitat de les forces kazakhs, però l'altra meitat van poder arribar a Taixkent amb Tavkel. En aquesta ciutat governava aleshores Nawruz Ahmed Khan (Borrak Khan) al que va demanar protecció al·legant que els dos eren genguiskànides i, per tant, parents; però Nawruz va contestar que ni deu prínceps genguiskànides podrien fer front als calmucs que eren massa nombrosos. No s'esmenta el final de la història però sens dubte Tevkel se'n va sortir.
El 1583 Tevkel va participar en la campanya d'Abd Allah contra Andidjan i Fergana. Sobtadament, sospitant que Abd Allah havia deixat de confiar en ell, es va retirar a Deixt Kiptxaq (el país kazakh). El 1587, mentre Abd Allah II estava ocupat en una campanya en terres llunyanes, Tevkel es va presentar al nord dels seus dominis i va atacar Turkestan, Taixkent i fins i tot Samarcanda. Es van enviar forces que el van enfrontar a Shirab Khani (dependència de Taixkent); com que els kazakhs estaven malament d'armament i només tenien abrics de pells i yirgaks com armadures, els uzbeks es van confiar i van acabar derrotats. La notícia va arribar a Samarcanda on Ubayd Allah (Ibeidulla) Sultan, germà d'Abd Allah II Khan, va creuar el Sirdarià i va anar cap a Taixkent. Prop d'aquesta, a Sahram, estava acampat Tevkel, que es va haver de retirar i Ubayd Allah el va perseguir a l'estepa però no el va poder atrapar.
El 1588 la ciutat de Taixkent es va revoltar contra el governador local Uzbeg ibn Rustem ibn Janibek, que havia estat nomenat de la plaça per Abd Allah II. Shahrukhia i Khodjend es van unir a la revolta. Els rebels van proclamar kan a Jan Ali, un dels prínceps kazakhs. La situació va durar uns quants mesos i s'esmenta que dos fills del kan Ak Nazar Khan, Mungatai i Din Muhammad, van prendre part en els disturbis.
Tevkel torna a ser esmentat el 1595 quan va enviar a un ambaixador de nom Kul Muhammad al tsar Fedor I Ivanovitx i oferia la seva tribu i la seva persona com a subjectes del tsar, demanant a canvi l'alliberament del seu nebot Uraz Makhmet. El març de 1595 el tsar li va contestar acceptant el suggeriment i passant a ser sobirà dels kazakhs, i va enviar algunes armes de foc, però va exigir deixar tranquil a Abd Allah II de Bukharà i Samarcanda, i concentrar-se en lluitar contra Kučum Khan de Sibèria (1563-1598); quant a Uraz Makhmet es comprometia a alliberar-lo si Tevkel enviava a canvi al seu propi fill Hussein. La nota va arribar a Tevkel per mitjà del seu propi ambaixador que va retornar acompanyat de Veliamin Stepanof.
Iskander Munshi esmenta a Tevkel el 1597 i diu que quan les notícies de l'enfrontament entre Abd Allah Khan i el seu fill Abdul Mumin (Abdul Mamun) es van estendre per Transoxiana, els diversos caps kazakhs, que temien el poder d'Abd Allah II i vivien en pau, es van revoltar; el principal era Tevkel, que també es va revoltar i va agafar el títol de Khan acostant-se a Taixkent amb un exèrcit important. No considerant a Tevkel com un enemic perillós, Abd Allah es va limitar a enviar alguns dels seus amirs, de la seva nissaga o dels territoris veïns, i un contingent de tropes. Una forta batalla es va lliurar entre Taixkent i Samarcanda i l'exèrcit uzbek fou derrotat i molts dels seus caps van morir; els que van sobreviure van fugir cap a Bukharà. Abd Allah II llavors va mobilitzar la seva gent i va marxar cap a Samarcanda però en arribar es va posar malalt i va morir (1598).
Va seguir un moment de confusió que Tevkel va aprofitar, reunint un fort exèrcit amb el que va marxar cap a Transoxiana atacant les principals ciutats, Aksi, Andijan, Taixkent, Samarcanda i tot el territori fins a Miankal, que se li van sotmetre. Va deixar al seu germà Ishim Sultan amb 20.000 homes a Samarcanda i va avançar amb 70.000 o 80.000 cap a Bukharà, defensada per una guarnició de 15.000 homes manats per Pir Muhàmmad Khan; aquest va fer algunes sortides per les diverses portes de la ciutat, i la lluita va durar 11 dies; al dia dotzè tota la guarnició va sortir i es va lliurar una batalla que va durar des de l'albada fins al capvespre. en la que els kazakhs foren derrotats i la major part dispersats. Tevkel va haver d'aixecar el setge; va deixar bon nombre de focs al campament per enganyar a l'enemic i es va retirar de nit.
Mentre la notícia de la derrota havia arribat a Samarcanda on Ishim va enviar un missatge al seu germà: "Deus estar molt avergonyit que el teu nombrós exèrcit hagi estat derrotat per un grapat de bukharians; si apareixes per aquí és probable que el poble de Samarcanda no et vulgui rebre. Retorna allí com a kan i jo m'hi reuniré amb les meves tropes". Tevkel així ho va fer i va iniciar el retorn cap a Bukharà però Pir Muhammad havia rebut el suport de la gent de la regió que es van enllistar al seu exèrcit amb la moral de la victòria, i va sortir de Bukharà en persecució de Tevkel. Els dos bàndols es van trobar a Uzun Sukal a Miankal. Durant un mes es van produir escaramusses entre els dos grups però finalment Tevkel va perdre la paciència i va ordenar un atac general; la lluita fou ferotge. Said Muhammad Sultan, un parent de Pir Muhammad, i Muhammad Baki Atalik van morir a la lluita; però a l'altre costat Tevkel va quedar ferit; la batalla no es va decantar per cap dels dos costats. Tevkel va tornar a Taixkent on va morir de les ferides el mateix 1598.
El va succeir el seu germà Ishim Khan.